# Stenothecium hokinense
Stenothecium hokinense là một loài Rêu trong họ Hylocomiaceae. Loài này được (Besch.) Broth. miêu tả khoa học đầu tiên.